# Neoneurus portalensis
Neoneurus portalensis är en stekelart som beskrevs av Shaw 1992. Neoneurus portalensis ingår i släktet Neoneurus och familjen bracksteklar. Inga underarter finns listade i Catalogue of Life.